# Athena und Phevos

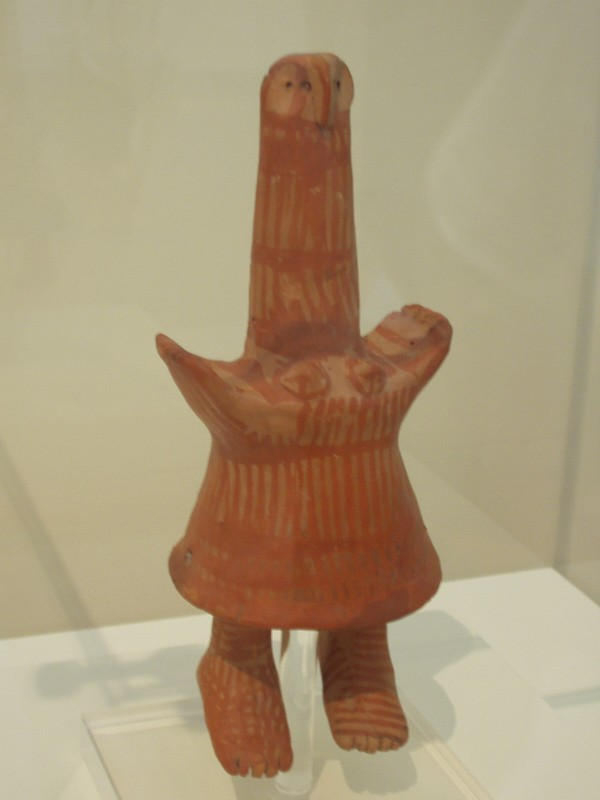
Tonfigur im Nationalen Archäologischen Museum

Athena und Phoibos waren die Maskottchen der Olympischen Sommerspiele 2004 in Athen.

## Beschreibung
Die Maskottchen stellen die griechischen Götter der Weisheit (Athene) sowie des Lichts und der Musik (Apollo, einer seiner geläufigsten Beinamen lautete Phoibos) dar. Sie wurden von dem griechischen Designer Spyros Gogos entwickelt und vom Organisationskomitee der Spiele (ATHOC) aus 196 eingereichten Vorschlägen ausgewählt.
Die beiden Maskottchen sind Zwillinge (obwohl in der griechischen Mythologie Artemis, und nicht Athene, die Zwillingsschwester Apolls ist) und symbolisieren damit die Geschwisterlichkeit unter allen Teilnehmern der Spiele. Die Farben Blau und Orange stehen für das griechische Meer und die griechische Sonne.
In der Gestaltung sind Athena und Phoibos einer Terracottapuppe aus dem archaischen Zeitalter (etwa 7. Jahrhundert v. Chr.) nachgebildet. Diese Daidala waren glockenförmig und hatten bewegliche Glieder. Die Originale sind im Archäologischen Nationalmuseum von Athen ausgestellt.
Das Logo der Olympischen Sommerspiele 2004 zeigte einen Olivenzweig auf blauem Hintergrund. Damit wurde das Symbol der antiken Siegerehrungen aufgegriffen.